# Islas Coronado
Die Islas Coronado bilden eine unbewohnte Inselgruppe vor der Küste des mexikanischen Bundesstaates Baja California, unweit der Stadt Tijuana.

## Inseln
| Insel           | Fläche (ha) | Länge m | Breite m | Höhe m | Koordinaten                       |
| --------------- | ----------- | ------- | -------- | ------ | --------------------------------- |
| Coronado Norte  | 48          | 1510    | 400      | 153    | 32° 26′ 23,0″ N, 117° 17′ 50,0″ W |
| Pilon de Azucar | 7           | 340     | 120      | 33     | 32° 25′ 28,0″ N, 117° 15′ 47,0″ W |
| Coronado Centro | 14          | 660     | 410      | 32     | 32° 25′ 02,0″ N, 117° 15′ 35,0″ W |
| Coronado Sur    | 183         | 3580    | 610      | 220    | 32° 24′ 19,0″ N, 117° 14′ 43,0″ W |
| Islas Coronado  | 252         |         |          | 220    |                                   |

## Geschichte
Im September 1542 benannte Juan Rodríguez Cabrillo die Inseln Islas Desiertas (dt. „verlassene Inseln“). 1602 änderte Sebastián Vizcaíno den Namen der Insel um in Cuatro Coronados.

## Flora und Fauna
Auf den Inseln Coronado Norte und Coronado Sur wachsen Dahlien, verschiedene Arten von Kakteen, Gurken und Hauswurz. Außerdem leben auf den Inseln kleine Kolonien von Seemöwen, Pelikanen und Enten. Auch einige seltene Reptilien und Amphibien sind hier beheimatet.